# AIX
Pour les autres acronymes AIX, voir Aix.
AIX est le système d'exploitation de type Unix commercialisé par IBM depuis 1986. AIX est l'acronyme de Advanced Interactive eXecutive, mais seul l'acronyme est utilisé.
AIX a été conçu pour IBM par INTERACTIVE Systems à partir de IN/ix basé sur Unix System V Release 2. La première version fut lancée en janvier 1986 avec l'ordinateur IBM RT-PC (en). Le système fut porté sur les ordinateurs IBM PS/2 et IBM System/370. En 1990, AIX version 3 sortit avec les IBM RS/6000. À la faveur d'une alliance avec IBM, Bull a un contrat OEM avec IBM pour vendre les serveurs PowerPC et POWER utilisant AIX, ce qui en fait le premier client IBM de par le monde. Bull participe au développement d'AIX, ainsi que des serveurs le prenant en charge (pSeries). Motorola, Harris, General Automation et Apple ont également pris en charge AIX. AIX a été le premier système d'exploitation à utiliser un système de fichiers journalisé. IBM a continuellement amélioré son logiciel en ajoutant des fonctionnalités telles que la virtualisation des processeurs, de la mémoire, des disques et du réseau; le partitionnement applicatif ; l'allocation dynamique des ressources matérielles ou encore l'augmentation de la disponibilité en portant certains designs développés sur ses mainframes.
AIX est  certifié  conforme au standard UNIX 03 de l'Open Group.

## Versions
- AIX 7.3, décembre 2021 [2]
- AIX 7.2, octobre 2015[3]
  - Live Updates sans reboot
  - Prise en charge native du POWER8
- AIX 7.1, septembre 2010[4]
  - Fonctionnalités de clustering intégrées (ClusterAware AIX)
  - Prise en charge native du POWER7
- AIX 6.1, novembre 2007
  - Partitionnement par charge de travail WPAR (en)
  - Live Partition Mobility, disponible sur POWER6 (aussi en AIX 5L 5.3)
  - Kernel Storage Keys
  - Intégration en standard de Nmon (en)
- AIX 5L 5.3, août 2004
  - Niveau minimum requis pour POWER6
  - NFS Version 4 pris en charge
  - Advanced Accounting
  - Virtual SCSI
  - Virtual Ethernet
  - Simultaneous Multi Threading (SMT) pris en charge
  - Micro-Partitionnement pris en charge
  - JFS2 quota pris en charge
  - JFS2 filesystem shrink pris en charge
- AIX 5L 5.2, octobre 2002
  - Niveau minimum requis pour POWER5
  - Prise en charge des disques MPIO (en) Fibre Channel
  - iSCSI Initiator software
  - Partitionnement logique dynamique DLPAR (en)
- AIX 5L 5.1, mai 2001
  - Niveau minimum requis pour POWER4
  - Introduction du noyau 64-bit
  - JFS2
  - Partitionnement logique statique
  - L vaut pour la possibilité Linux
  - Trusted Computing Base (TCB)
- AIX 4.3.3, septembre 1999
  - Added online backup function
  - Workload Management (WLM)
- AIX 4.3.2, octobre 1998
- AIX 4.3.1, avril 1998
- AIX 4.3, octobre 1997
  - Prise en charge 64-bits
  - Prise en charge de IPv6
- AIX 4.2.1, April 1997
  - NFS Version 3 pris en charge
- AIX 4.2, mai 1996
- AIX 4.1.5, août 1996
- AIX 4.1.4, octobre 1995
- AIX 4.1.3, juillet 1995
- AIX 4.1.1, octobre 1994
- AIX 4.1, août 1994
- AIX v4, 1994
- AIX v3.2 1992
- AIX v3.1
  - Introduction du Journaled File System (JFS)
- AIX v3, février 1990
  - SMIT fut introduit.
- AIX v2.0
  - dernière version : 2.2.1.
- AIX v1, 1986
  - dernière version : 1.3.

## Architectures prises en charge
- AIX v1 -→ IBM PS/2 Micro Channel architecture PCs and IBM 6150 RT.
- AIX v2 -→ 6150-series IBM RT.
- AIX v3 -→ IBM POWER.
- AIX v4 -→ IBM PowerPC et PCI bus.
- AIX v5 -→ IA64.
  - AIX v5.1 -→ Introduction du Partitionnement logique sur POWER4
  - AIX v5.2 -→ JS20 PowerPC 970 based blade for IBM BladeCenter.
  - AIX v5.3 -→ Micro-Partitionnement sur POWER5.
- AIX v6.1 -→ Partitionnement par charge de travail sur POWER6.
- AIX v7.1 -Prise en charge native du POWER7
- AIX v7.2 -Prise en charge native du POWER8

## Positionnement par rapport aux autres systèmes Unix
- AIX avait la réputation[Quand ?] parmi ses utilisateurs d'être incompatible avec les autres systèmes de type Unix. Une plaisanterie habituelle était que son acronyme signifiait « Ain't unIX » (ce n'est pas Unix). Dans la pratique, Unix avait déjà tellement de variantes panachées de BSD et de System V que peu de personnes savaient vraiment où était le standard, ni même seulement si quiconque en avait défini un. Le problème se retrouve dans une moindre mesure entre des distributions différentes de Linux (outils d'administration et d'installation haut niveau différents).
- Quelques idées intéressantes d'AIX incluent des commandes telles chuser, mkuser, rmuser et autres choses similaires, permettant d'administrer les comptes de la même façon que des fichiers.

### Différenciation
Pour offrir un côté un peu attractif, AIX version 3 avait aussi en 1990 quelques atouts :
- Gestion des volumes logiques (espaces disque non contigus, donc extensibles à la demande, et vus comme consécutifs) en standard.
- Aide interactive en hypertexte (toute la documentation) en standard
- Assistance interactive en mode plein écran à la gestion du système (avec possibilité de génération de scripts) en standard.
- Mais le plus grand différenciateur d'AIX par rapport à un autre Unix est véritablement l'utilitaire "SMIT" qui permet de gérer le système depuis la reconnaissance des périphériques jusqu'à la gestion des licences et la gestion de clusters (et d'indiquer sur demande le détail des commandes correspondantes). Il est disponible en version texte ou à travers un habillage graphique.

## Smit
L'utilitaire SMIT (System Management Interface Tool) permet de gérer le système (périphériques, utilisateurs, licences, clusters, etc). Via une interface texte lancée par la commande smitty ou graphique par la commande smit, il permet à un utilisateur novice (c'est‑à‑dire ne connaissant pas les commandes Unix) de réaliser un grand nombre d'opérations d'administration. Il indique, sur demande, le détail des commandes correspondantes.
Il garde une trace des commandes effectuées dans les fichiers smit.script, smit.log et smit.transaction. Cela facilite la création de scripts pour effectuer en ligne de commande (voire à intervalles, par cron) des opérations fréquentes.

## NIM
Network Installation Manager ou NIM est un composant permettant de faire l’installation et la maintenance de systèmes AIX à partir de réseaux locaux.